# Сауэ
Са́уэ (эст. Saue) — город, расположенный в северной части Эстонии в уезде Харьюмаа. До административной реформы местных самоуправлений Эстонии 2017 года являлся отдельным муниципальным образованием и не входил в состав какой-либо волости. После реформы вошёл в состав волости Сауэ и стал её административным центром.

## География и описание
Город расположен в 20 км к юго-западу от Таллина. Высота над уровнем моря — 43 м..
Климат умеренный. Официальный язык — эстонский. Почтовые индексы: 76405, 76505, 76506.

## Население
По данным переписи населения 2021 года, в Сауэ насчитывался 5826 житель, из них 5432 (93,5 %) — эстонцы.
По данным переписи населения 2011 года в городе проживали 5514 человек, из них 5145 (93,3 %) — эстонцы.
Численность населения города Сауэ по данным Департамента статистики:
| Год  | 1990 | 1991   | 1992   | 2000   | 2011   | 2017   | 2018   | 2019   | 2020   | 2021   |
| ---- | ---- | ------ | ------ | ------ | ------ | ------ | ------ | ------ | ------ | ------ |
| Чел. | 4432 | ↗ 4461 | ↗ 4513 | ↘ 4187 | ↗ 5514 | ↗ 5731 | ↘ 5640 | ↘ 5629 | ↗ 5737 | ↗ 5826 |

По данным Регистра народонаселения, на 1 января 2022 года в Сауэ проживали 5857 человек, из них 2824 мужчины и 3033 женщины.

## История
Населённый пункт (садовый городок) стал формироваться в 1920-х годах в окрестностях железнодорожной станции Сауэ на землях национализированных мыз Фридрихсгоф (Сауэ) и Ванамойз (Ванамыйза). В 1960 году он был присоединён к Центральному району Таллина. В 1973 году садовый городок Сауэ и основную часть деревни Сауэвялья (эст. Sauevälja — окрестности мызы Сауэ, объединили в посёлок Сауэ, который вошёл в состав Южного района города Таллина. Получил права города 25 августа 1993 года. До 24 октября 2017 года был городским муниципалитетом.

## Инфраструктура
В городе есть детский сад, гимназия, музыкальная школа, молодёжный центр, дневной центр для пожилых людей, центр семейных врачей, магазины, спортивные сооружения, пункты общественного питания. До столицы ходят автобусы и электропоезда.

## Галерея

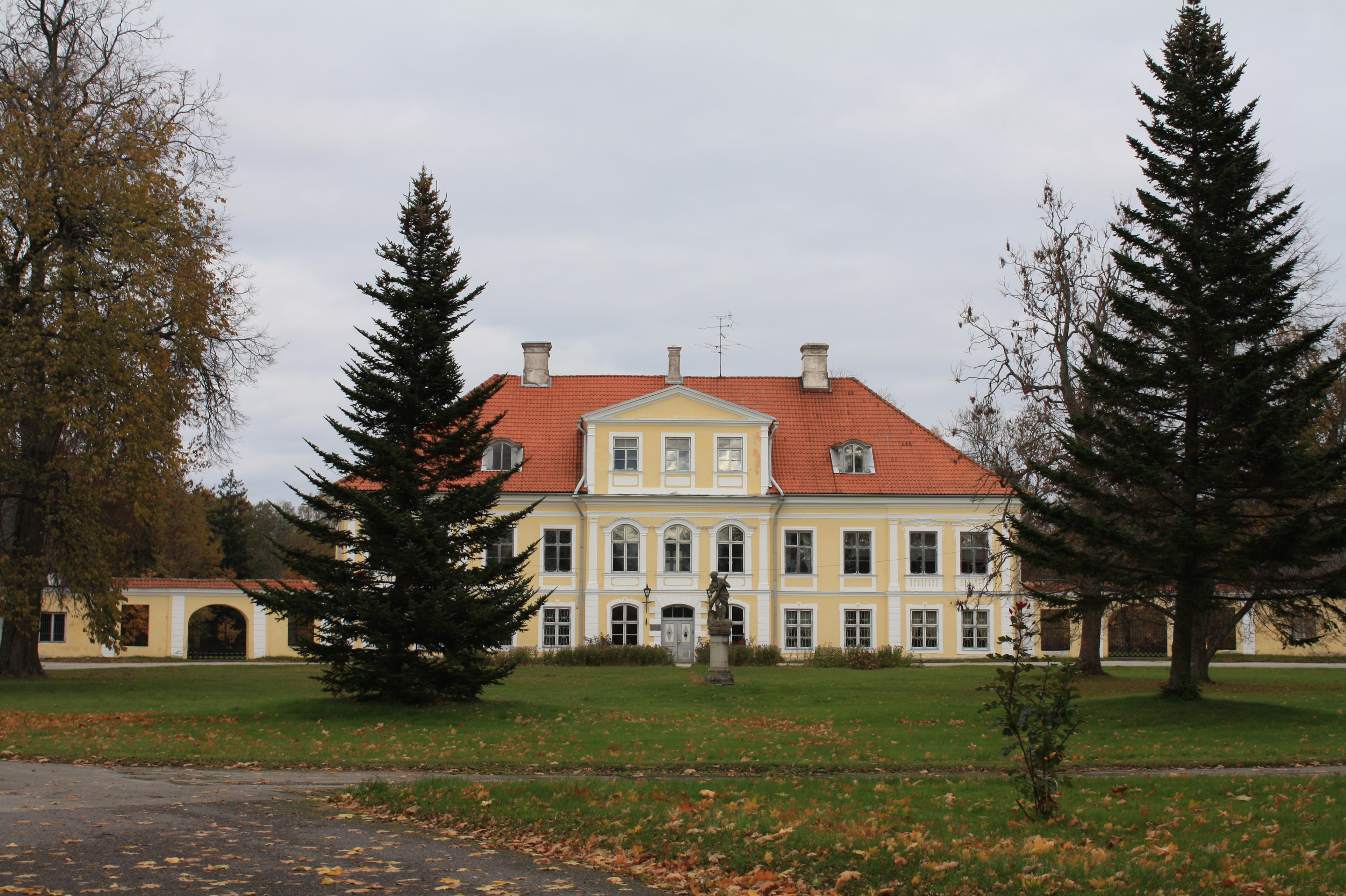
Главное здание мызы Фридрихсгоф (Сауэ)
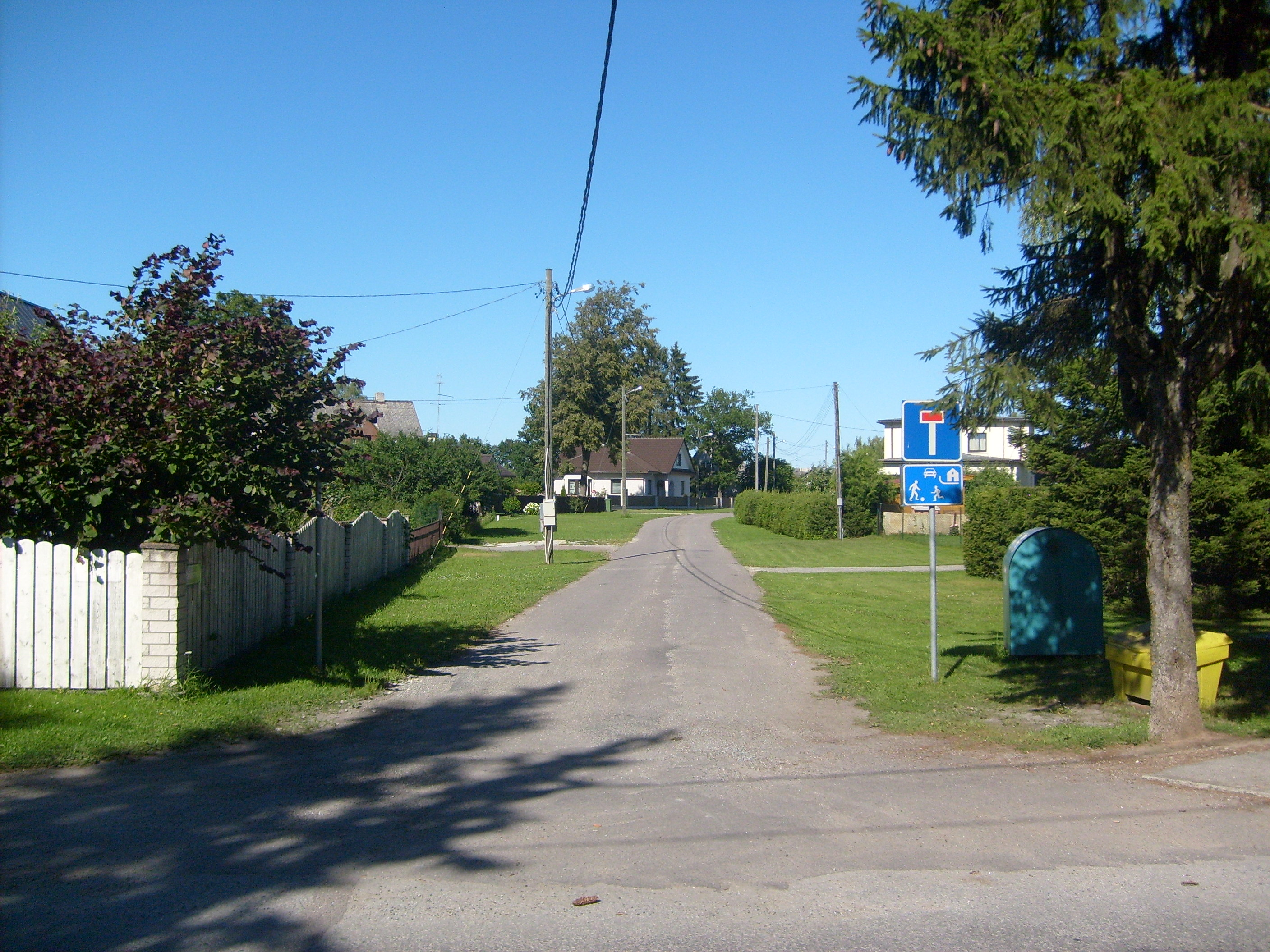
Улицы Сауэ
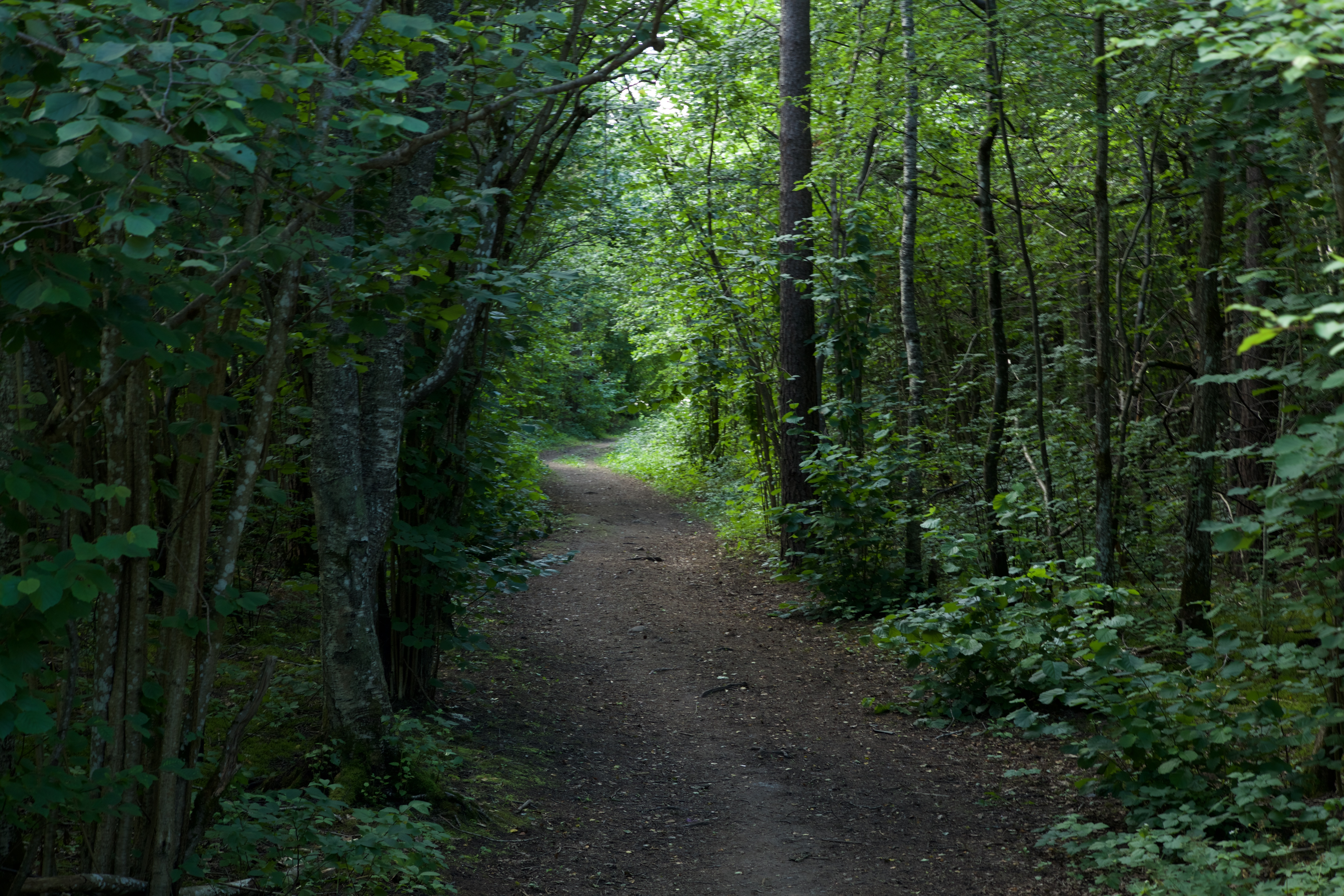
Лесопарк в Сауэ
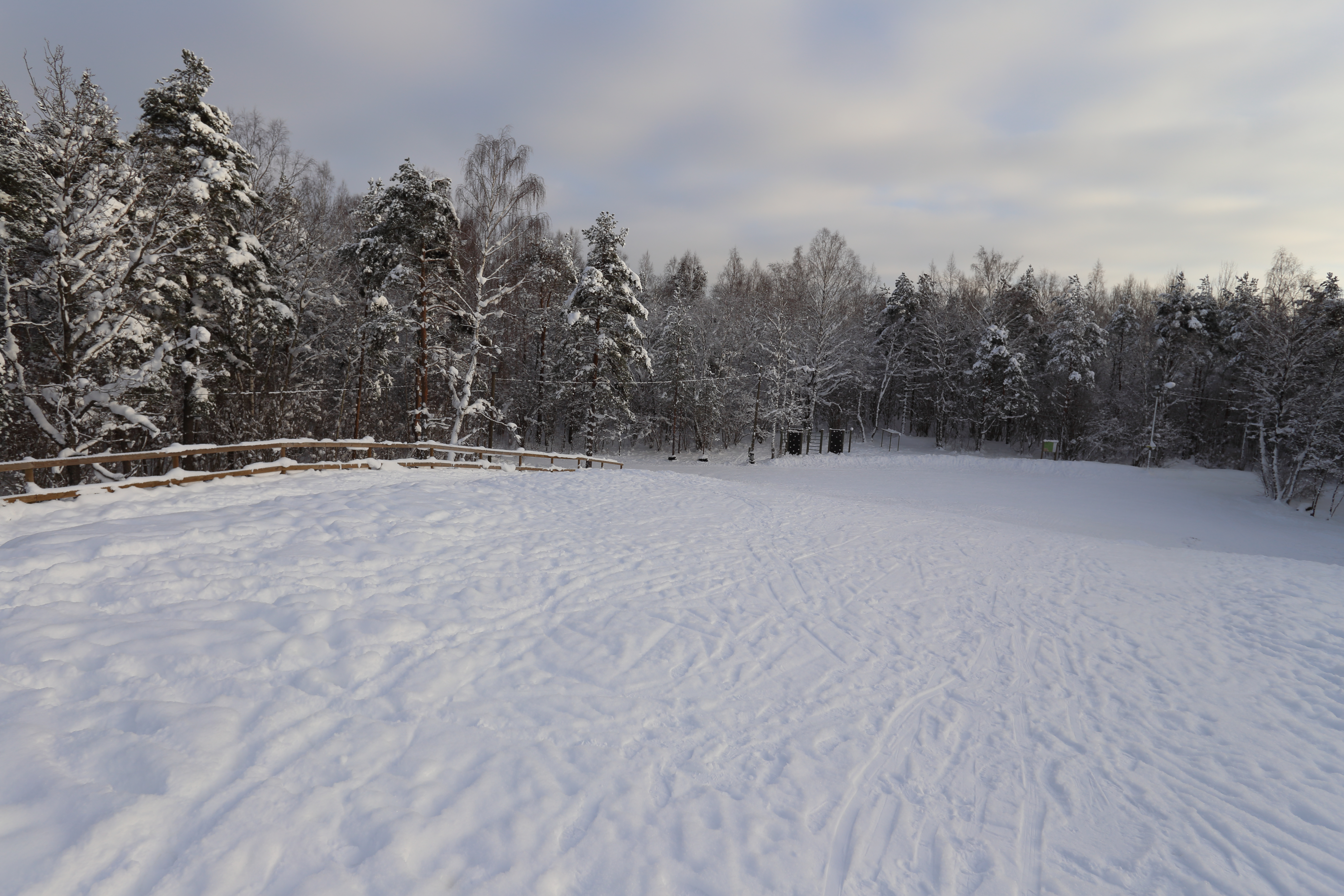
Лесопарк Сауэ зимой
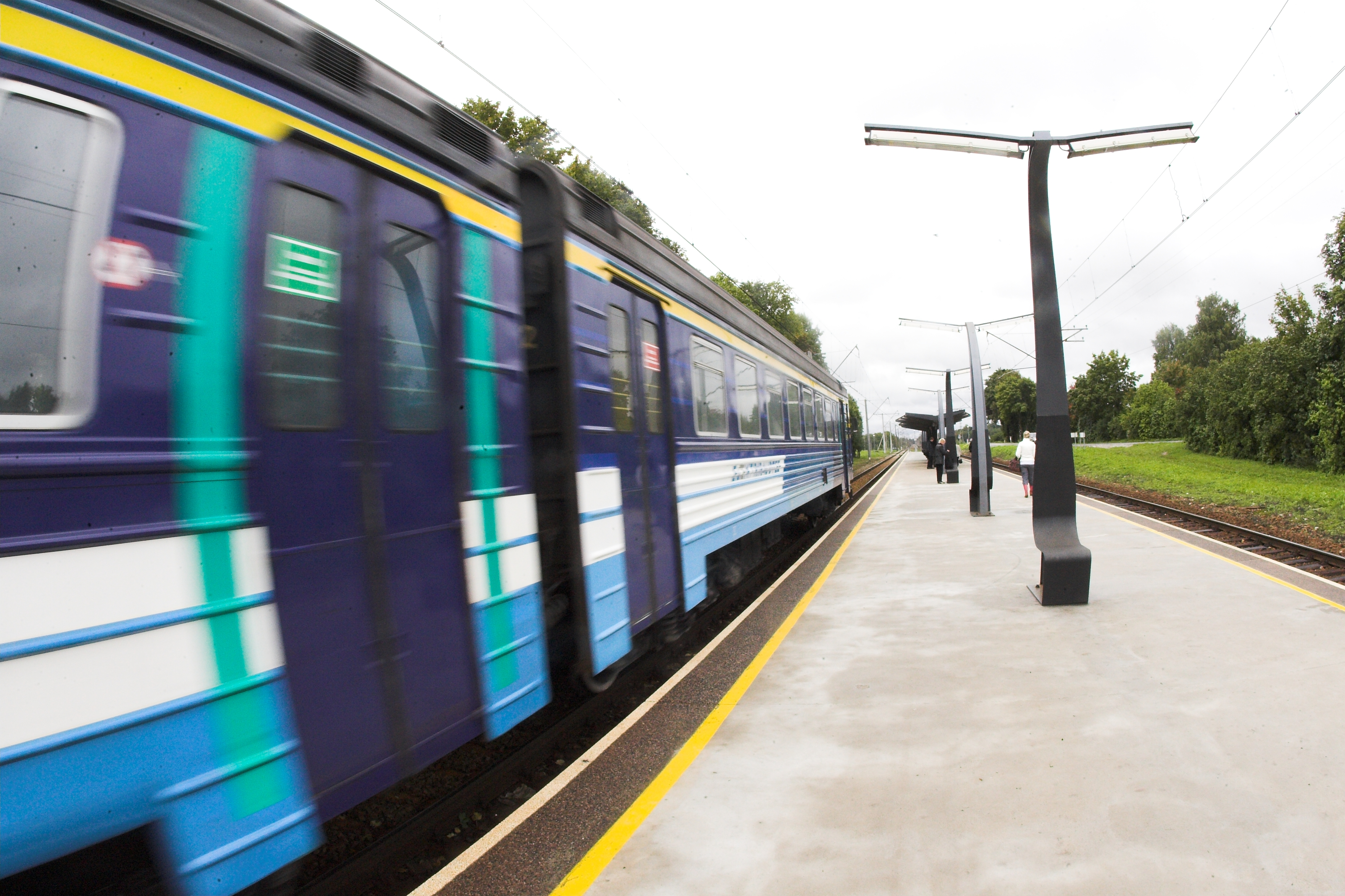
Ж/д станция Сауэ

## Известные уроженцы
- Ингемар Теэвер, эстонский футболист, игрок национальной сборной.